# Усть-Алейский сельсовет
Усть-Алейский сельсовет — муниципальное образование со статусом сельского поселения и административно-территориальное образование в Калманском районе Алтайского края России. Административный центр — село Усть-Алейка.
По территории сельсовета протекает самая длинная река на территории Алтайского края — Алей.

## Население
| 1997 | 1998 | 1999 | 2000 | 2001 | 2002 |
| ---- | ---- | ---- | ---- | ---- | ---- |
| 700  | ↗736 | ↘704 | ↘681 | ↗691 | ↘690 |
| 2003 | 2004 | 2005 | 2006 | 2007 | 2008 |
| ↘658 | ↘654 | ↗678 | ↘671 | ↘661 | ↗684 |
| 2009 | 2010 | 2011 | 2012 | 2013 | 2014 |
| ↗696 | ↘537 | ↘534 | ↗536 | ↗539 | ↘527 |
| 2015 | 2016 | 2017 | 2018 | 2019 | 2020 |
| ↗529 | ↗532 | ↘524 | ↘508 | →508 | ↘496 |
| 2021 |      |      |      |      |      |
| ↘483 |      |      |      |      |      |

По результатам Всероссийской переписи населения 2010 года, численность населения муниципального образования составила 537 человек, в том числе 243 мужчины и 294 женщины. Оценка Росстата на 1 января 2012 года — 536 человек.

## Населённые пункты
В состав сельского поселения входит один населённый пункт — село Усть-Алейка.